# Kevin Porter Jr.

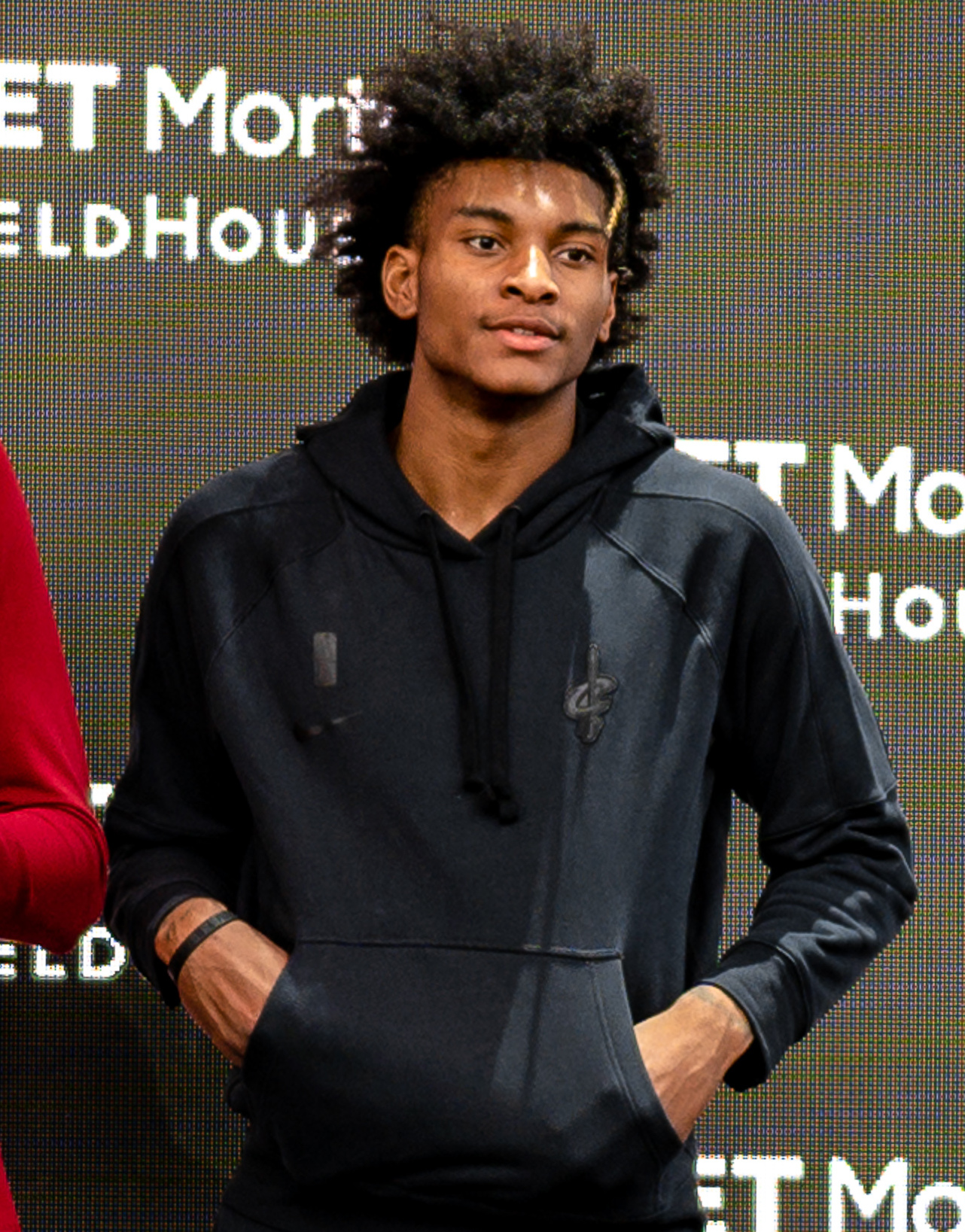
Kevin Porter Jr., 2019.

Bryan Kevin Porter Jr., född 4 maj 2000 i Seattle i Washington, är en amerikansk professionell basketspelare (PG/SG) som spelar för Milwaukee Bucks i National Basketball Association (NBA). Han har tidigare spelat för Cleveland Cavaliers, Houston Rockets och Los Angeles Clippers.
Porter har också spelat som proffs i Grekland.
Han draftades av Milwaukee Bucks i första rundan i 2019 års draft som 30:e spelare totalt.
Innan Porter blev proffs studerade han vid University of Southern California och spelade för deras idrottsförening USC Trojans.